# Ишимбаево (станция)
Ишимба́ево — железнодорожная станция Башкирского отделения Куйбышевской железной дороги, открытая 1 октября 1934 года, расположенная в городе Ишимбае (микрорайон Железнодорожный).

## История
Станция Ишимбаево создана для обслуживания НПУ «Ишимбайнефть», а затем Ишимбайского нефтеперерабатывающего завода. Строительство ветки Ишимбаево — Стерлитамак — Дёма и самой станции началось во исполнение Постановления Совета Труда и Обороны от 25 июля 1933 года, которое поручило «Союзтрансстрою» построить к октябрю 1934 года железную дорогу. Осенью того же года начались строительные работы.
В сборнике «Башкирская партийная организация во главе социалистической индустриализации республики», в постатейном варианте была изложена история строительства железной дороги от города Уфы к ишимбайским месторождениям нефти (из цитируемой диссертации И. П. Климова).
В 1934 году строительства выходили специализированные печатные издания:
- «Путь к нефти». Орган треугольника строительства железной дороги Уфа — Ишимбаево. Уфа, 1934
- «Штурм». Газета выездной бригады «За пятилетку» на строительстве ж. д. Уфа — Ишимбаево. Стерлитамак, 1934

1 октября 1934 года на станцию Уфа из Ишимбая прибыл первый эшелон нефти, и железная дорога общей протяжённостью 177 км официально вступила в строй. Служила для перевозки нефти, позднее нефтепродуктов от построенного в 1936 году первого в БАССР нефтеперерабатывающего предприятия — Ишимбайский нефтеперегонный завод, для завоза нефтеоборудования и пр.. В 1936 году ветка была передана в ведение Куйбышевской железной дороги.
На XVII съезд ВКП(б), утреннем заседании 27 января 1934 года, было сказано:

В Ишимбаеве строится новая нефтяная база на Востоке, о которой говорил товарищ Сталин в своем докладе, когда упоминал об отсутствии внимания к этой новой базе. Из пробуравленных 16 скважин 14 дают нефть. Для вывоза этой нефти строится железнодорожная линия Уфа — Ишимбаево, которая должна быть открыта для движения 1 октября 1934 г.

В докторской диссертации И. П. Климова сказано:

«Определяющее значение для эксплуатации Ишимбаевского месторождения нефти в Башкирии имела построенная в короткие сроки железная дорога Уфа — Ишимбай».

Введённый в конце 1937 года нефтепровод Ишимбаево — Уфа снизил роль нефтеперевозчика железнодорожной ветки. Со строительством в 1948 году нефтехимического комбината № 18 появилась необходимость в ответвлении линии от Стерлитамака в сторону места строительства грузовой станции (ныне железнодорожная станция 65280 Аллагуват). Теперь эта ветка основная, идёт на Оренбург, а ответвление на станцию Ишимбаево — тупиковое.
В советские годы ходил пассажирский поезд по маршруту Ишимбай — Уфа, недействующий с 1990 года.

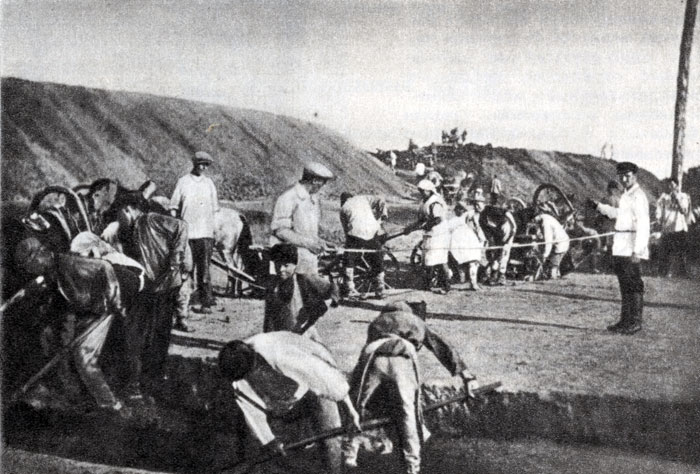
Строительство железнодорожной ветки. Видна насыпь одной колеи.
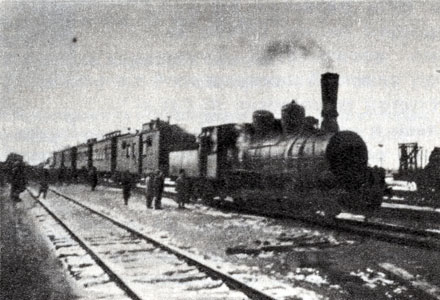
12 сентября 1934. На станцию Ишимбаево прибыл первый рабочий поезд.

## Известные люди, связанные со строительством станции и железнодорожной ветки к ней
Башкирский поэт Зуфар Хайретдинович Мансуров  работал в 1934 году на строительстве участка Дёма — Ишимбаево Куйбышевской ж.д.
На трассе строившейся ж.д. Дёма — Ишимбаево в 1934 году были проведены экспедиции АН СССР. Археологи под руководством П.Д. Дмитриева и К.В. Сальникова открыли и обследовали на берегах реки Белой от Уфы до станции Ишимбаево 20 памятников (11 курганных и 3 грунтовых могильника, 6 стоянок и селищ).

## Современное состояние
В настоящее время Ишимбаево — тупиковая станция, обслуживающая грузоперевозки. Железнодорожная ветка идёт в сторону реки Белой, затем, сворачивая налево, пересекает Индустриальное шоссе и заканчивается на территории склада отдела материально-технического обеспечения и комплектации оборудования НГДУ «Ишимбайнефть» ООО «Башнефть-Добыча». Также имеются ответвления от железной дороги на предприятия ООО «Идель Нефтемаш», ООО «Ишимбайская нефтебаза „Агидель“», ООО «Ишимбайский специализированный химический завод катализаторов». Отдельная ветка идёт на предприятия АО «Машиностроительная компания „Витязь“» и ООО «Ишимбайский станкоремонтный завод».

## Фотогалерея

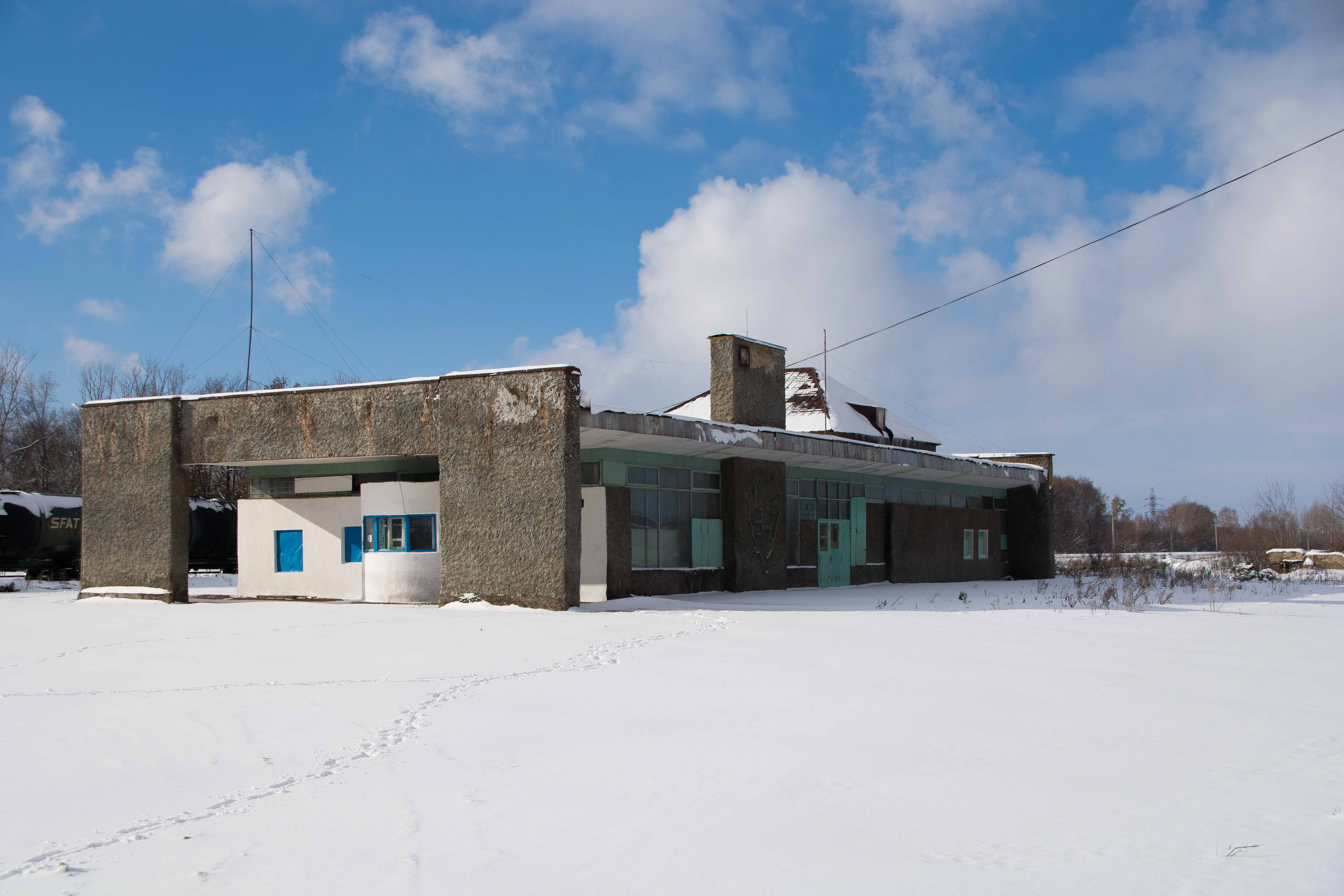
Вокзал станции Ишимбаево
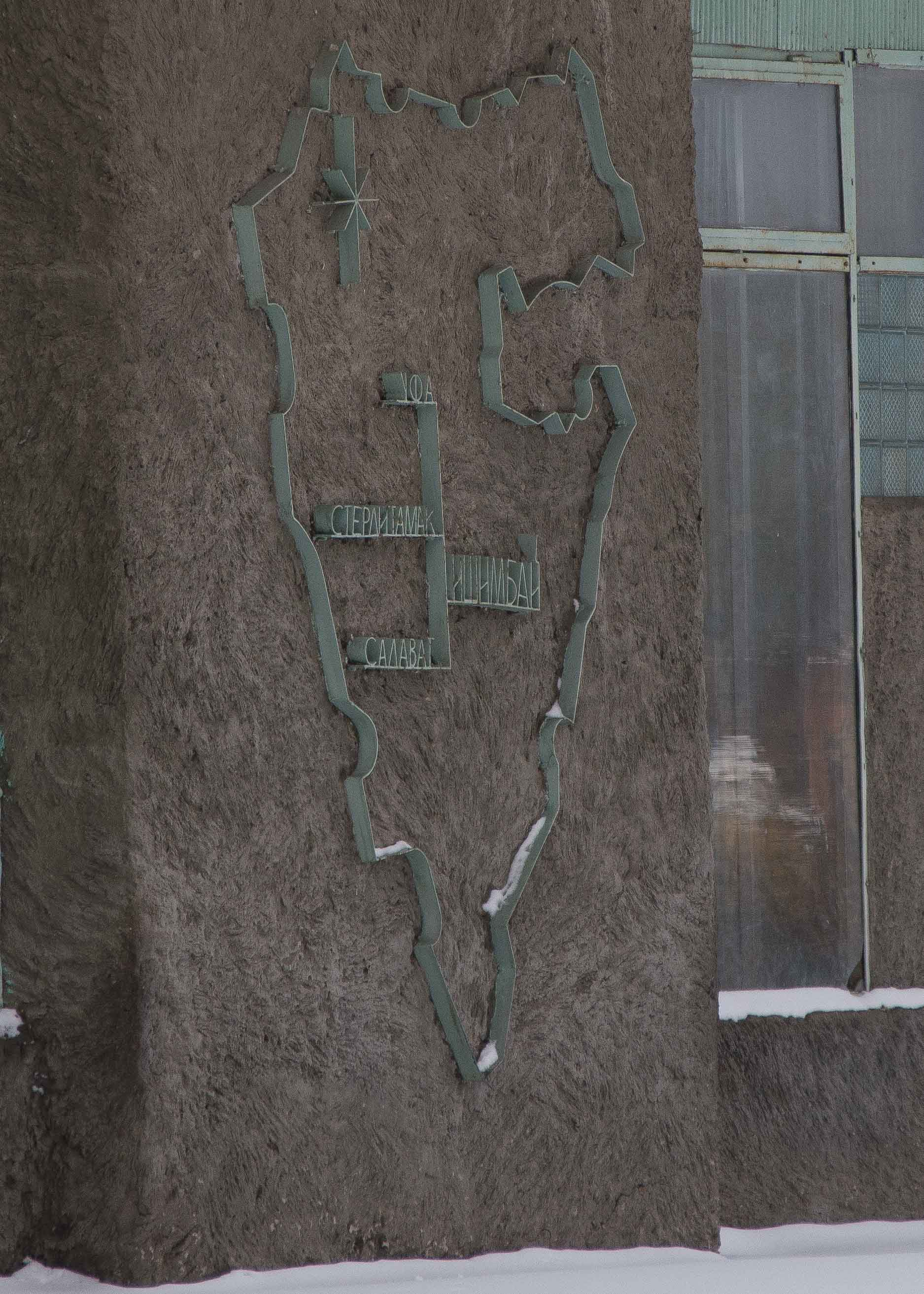
Карта на здании вокзала Ишимбаево
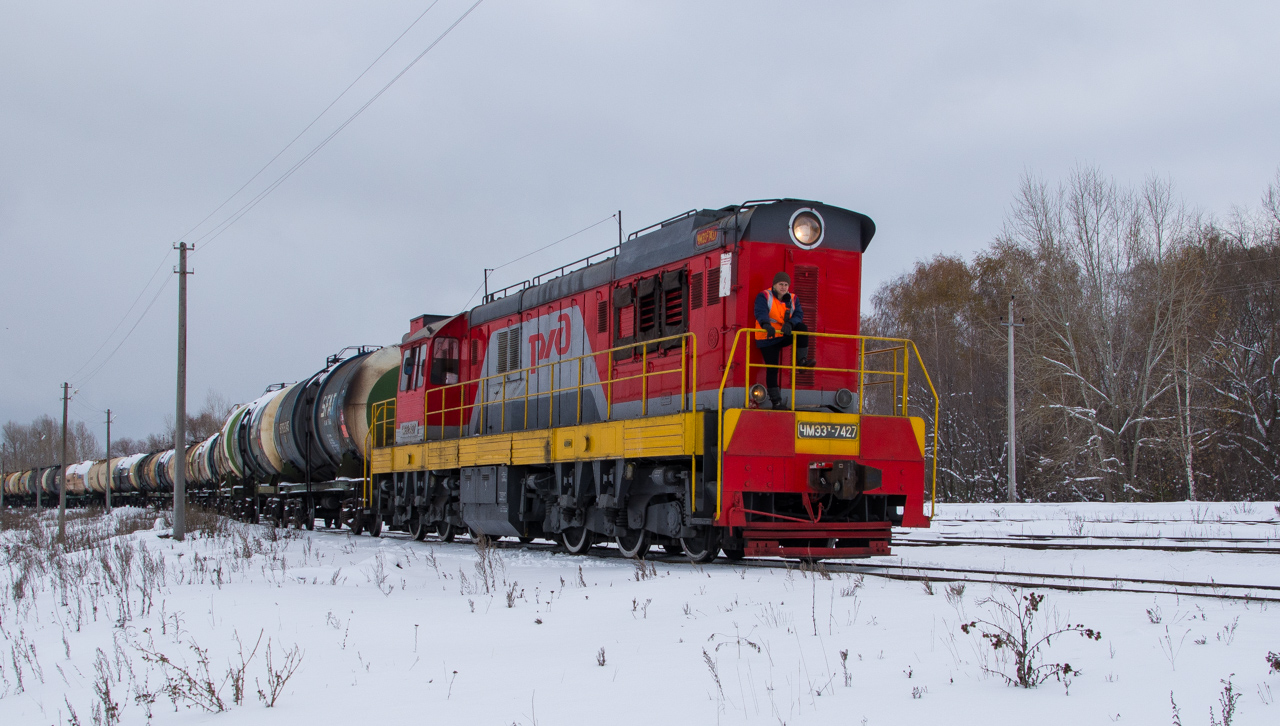
Поезд на станции Ишимбаево